# Giovanni Pallavicino
Giovanni Pallavicino, talvolta accreditato come Gianni (fl. XX secolo), è stato un attore italiano.

## Biografia
Giovanni Pallavicino esordisce sullo schermo nel 1967 nel film A ciascuno il suo di Elio Petri; da questa pellicola in poi partecipa in veste di caratterista in molti film fino alla fine degli anni novanta.
Dotato di un volto rude, Pallavicino si specializza nel settore drammatico e sociale della cinematografia italiana, interpretando ruoli di uomini incisivi e integerrimi che spesso affiancano la giustizia o la malavita.
Tra i film più importanti a cui ha preso parte: Il giorno della civetta (1968) di Damiano Damiani, accanto a Franco Nero, La belva di Mario Costa del 1970 e Il lumacone di Paolo Cavara del 1974.
In anni più recenti è apparso nel film La scorta di Ricky Tognazzi del 1992; a partire dalla seconda metà degli anni novanta si dedica in particolare al teatro interpretando il ruolo di protagonista delle opere di Luigi Pirandello e comparendo sempre meno sul piccolo schermo.

## Filmografia

### Cinema
- A ciascuno il suo, regia di Elio Petri (1967)
- Il giorno della civetta, regia di Damiano Damiani (1968)
- Gangsters '70, regia di Mino Guerrini (1968)
- Niente rose per OSS 117, regia di Renzo Cerrato (1968)
- Spara, Gringo, spara, regia di Bruno Corbucci (1968)
- Joe... cercati un posto per morire!, regia di Giuliano Carnimeo (1968)
- La belva, regia di Mario Costa (1970)
- Mio padre monsignore, regia di Antonio Racioppi (1971)
- Il lungo giorno della violenza, regia di Giuseppe Maria Scotese (1971)
- Detenuto in attesa di giudizio, regia di Nanni Loy (1971)
- Torino nera, regia di Carlo Lizzani (1972)
- Baciamo le mani, regia di Vittorio Schiraldi (1973)
- Il consigliori, regia di Alberto De Martino (1973)
- Revolver, regia di Sergio Sollima (1973)
- Il lumacone, regia di Paolo Cavara (1974)
- L'Italia s'è rotta, regia di Steno (1976)
- La malavita attacca... la polizia risponde!, regia di Mario Caiano (1977)
- Panagulis vive, regia di Giuseppe Ferrara (1980) - versione per il cinema
- Mal d'Africa, regia di Sergio Martino (1990)
- Cinecittà... Cinecittà, regia di Renzo Badolisani (1992)
- La scorta, regia di Ricky Tognazzi (1993)
- La corsa dell'innocente, regia di Carlo Carlei (1993)
- Giovanni Falcone, regia di Giuseppe Ferrara (1993)
- Roseanna's Grave, regia di Paul Weiland (1997)

### Televisione
- Dal tuo al mio, regia di Mario Landi (1969)
- I fratelli Karamazov, regia di Sandro Bolchi (1969)
- Marcovaldo, regia di Giuseppe Bennati (1970)
- Joe Petrosino, regia di Daniele D'Anza (1972)
- Il picciotto, regia di Alberto Negrin (1973)
- Sotto il placido Don, regia di Vittorio Cottafavi (1974)
- Anna Karenina, regia di Sandro Bolchi (1974)
- Jo Gaillard, regia di Christian-Jaque (1975)
- L'amaro caso della baronessa di Carini, regia di Daniele D'Anza (1975)
- Achtung Zoll!, regia di Christian-Jaque (1980)
- Le nouvelle malle des Indes, regia di Christian-Jaque (1981)
- Panagulis vive, regia di Giuseppe Ferrara, 4 episodi, dal 7 al 18 aprile 1982.
- La piovra 8 - Lo scandalo, regia di Giacomo Battiato (1997)
- La piovra 9 - Il patto, regia di Giacomo Battiato (1998)

## Doppiatori italiani
- Ignazio Balsamo in Il giorno della civetta
- Sergio Tedesco in Spara, Gringo, spara
- Carlo Alighiero in La belva